# Elivecd

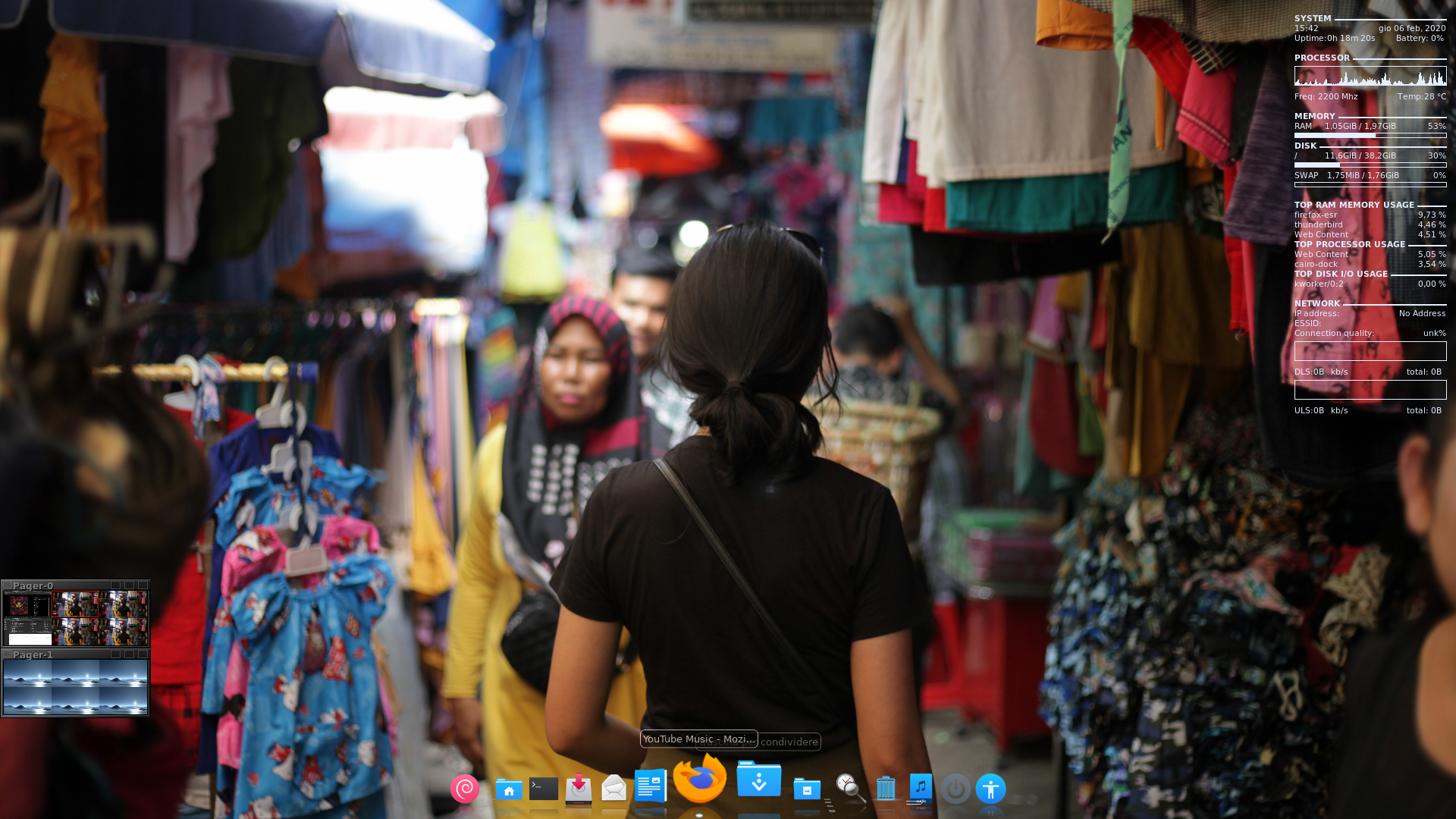
Captura de tela do Elive 3.8.4 usando o gerenciador de janelas E16

EliveCD ("Enlightenment live") é uma distribuição Linux baseada no Debian. Elive usa o gerenciador de janelas Enlightenment X window manager. Elive funciona através do Live CD, podendo ser utilizado sem a necessidade de instalação, assim como acontece com outras distribuições Linux como o Kurumin e o Big Linux.
EliveCD é uma distribuição de Linux que pode ser utilizada em computadores antigos, ela pode ser rodada até mesmo em uma CPU de 100 MHz com 64 MB de RAM.

## Funcionalidades
A administração de Elive é centralizado pela sua aplicação Elpanel, que foi desenvolvida explicitamente para Elive. Elpanel é um applet de administração animado escrito em Edje.
Elpanel é um virtual Launchpad de diversas outras ferramentas que são utilizadas através de ícones personalizados.

## Requisitos do Sistema
Os "requisitos mínimos de hardware" para executar o Elive são:
- 100 MHz CPU 100 MHz CPU
- 64 MB of RAM 64 MB de RAM
- At least 2.5 GB of disk space (for full installation and swap space) Pelo menos 2,5 GB de espaço em disco (para instalação completa e swap space)
- VGA graphics card capable of 640x480 resolution VGA placa gráfica capaz de resolução 640x480
- CD-ROM drive CD-ROM